# 仲山信幸
仲山 信幸（なかやま のぶゆき）は、日本のゴルフ会員権業者（日生ゴルフ）エヌ・エス・ジーの代表取締役社長。
20代の頃は男性モデルとして活動しており、an・anの雑誌に掲載されたことがある。